# Декоративный пруд (Измайлово)
Декоративные пруды — комплекс прудов в Измайлово. В Википедии они поделены на два пруда: Декоративный и Совхозный.
Декорати́вный пруд — один из водоёмов, расположенный на территории Измайловского лесопарка. Расположен рядом с просекой ЛЭП и Совхозным прудом.
Пруд представляет собой водоём треугольной формы, прямым углом повернутый к северо-востоку. Пруд находится в течении Собачьего ручья, который впадает в него на западе и выходит через коллектор восточного берега, укреплённый железобетонными конструкциями.
На восточном берегу высажены ивы необычного сорта — их ветки становятся жёлтыми к концам. Такие же ивы можно встретить и на левом берегу Красного ручья.

## Происхождение названия
Название, видимо, обусловлено формой пруда.— 

## Описание водоёма
Декоративный пруд не очень глубокий и не имеет постоянства, поскольку Собачий ручей, проходящий через водоём неполноводен и постоянного притока воды нет. Поэтому коллектор на востоке находится всегда выше уровня воды в Декоративному пруду.
Несмотря на небольшую глубину пруда, западный берег, идущий по диагонали от левого рукава Красного ручья к просеке ЛЭП, представляет собой заболоченную береговую линию с берёзами и кустарниками.
Восточнее пруда протекает Красный ручей. В устье Красного и Собачьего ручья в 1970-е годы были посажены новые сорта белых ив.